# 源孝志
源 孝志（みなもと たかし、1961年6月5日 - ）は、日本の演出家、脚本家、映画監督。岡山県出身。岡山県立岡山大安寺高等学校、立命館大学産業社会学部卒業。ホリプロを経て、オッティモ所属。

## 略歴
1984年立命館大学産業社会学部卒業後、ホリプロ入社。入社後はCM制作に携わる。1986年に日本テレビへ出向、1988年より主にバラエティ番組のプロデューサーを務め、1992年よりディレクターに転身してジャンルを問わず幅広く活躍した。『同窓会へようこそ』（2000年、TBS）、『マイリトルシェフ』（2002年、TBS）等でATP賞を受賞。
またドキュメンタリー番組『世紀を刻んだ歌-ヘイ!ジュード-』（2001年）で放送文化基金賞グランプリを受賞。2003年に独立し、株式会社オッティモを設立。2005年には映画『Tokyo Tower』で映画監督としてもデビュー。NHK『わたしが子供だったころ』など、その後も多くの作品を手掛ける。2015年には脚本・演出を担当した『京都人の密かな愉しみ』（NHK）でATP賞グランプリを受賞。2020年に脚本・演出を手掛けた異色テレビ時代劇『スローな武士にしてくれ〜京都 撮影所ラプソディー〜』『令和元年版 怪談牡丹燈籠 Beauty&Fear』により令和元年度（第70回）芸術選奨文部科学大臣賞を放送部門にて受賞。
2022年、『忠臣蔵狂詩曲No.5 中村仲蔵　出世階段』で、第77回文化庁芸術祭賞 大賞を受賞。
2024年、『グレースの履歴』で第42回向田邦子賞受賞。

## 主な作品

### テレビドラマ
- Suite Rooms（1999年、日本テレビ、演出）
- 同窓会へようこそ（1999年・2000年、TBS、演出・脚本）
- 奇跡の大逆転!・「史上最悪の客」（2000年、TBS、演出・脚本）
- 17年目のパパへ（2001年、TBS、演出・脚本）
- 夫婦漫才（2001年、BS-i、プロデュース）
- 温かなお皿・「カリュアード」（2001年、関西テレビ、演出・共同脚本[注 1]）
- マイリトルシェフ（2002年、TBS、演出・脚本）
- LOVERS「キャメルのコートを私に」（2003年、TBS、演出・脚本）
- 失われた約束（2003年、関西テレビ、演出・脚本）
- 女の男と物語（2003年、朝日放送、演出）
- ドラマW チルドレン（2006年、WOWOW、監督・共同脚本）
- ドラマティックバス（2009年、NHKBSハイビジョン、演出・脚本）
- 遺恨あり 明治十三年 最後の仇討（2011年、テレビ朝日、演出・脚本）
- オモニ 姜尚中と母親の戦後（2012年、NHK BSプレミアム、演出・脚本）
- 償い（2012年、NHK BSプレミアム、演出・脚本）[2]
- プレミアムドラマ 神様のボート（2013年、NHK BSプレミアム、演出・脚本）
- ドラマスペシャル いねむり先生（2013年、テレビ朝日、演出・脚本）
- 恋（2013年、TBS、演出・脚本）
- バルテュスと彼女たちの関係（2014年5月17日、NHK BSプレミアム、演出・脚本）
- 京都人の密かな愉しみ（NHK BSプレミアム、演出・脚本）
  - ザ・プレミアム「京都人の密かな愉しみ」（2015年1月3日）
  - ザ・プレミアム「京都人の密かな愉しみ 夏」（2015年8月15日）
  - ザ・プレミアム「京都人の密かな愉しみ 冬」（2016年3月19日）
  - ザ・プレミアム「京都人の密かな愉しみ 月夜の告白」（2016年11月5日）
  - 「京都人の密かな愉しみ 桜散る」（2017年5月13日）
- 京都人の密かな愉しみ Blue 修業中（NHK BSプレミアム、演出・脚本）
  - 「京都人の密かな愉しみ Blue 修業中 送る夏」（2017年9月30日）
  - 「京都人の密かな愉しみ Blue 修業中 祝う春」（2018年4月14日）
  - 「京都人の密かな愉しみ Blue 修業中 祇園さんの来はる夏」（2019年8月17日）
  - 「京都人の密かな愉しみ Blue 修業中 燃える秋」（2021年1月30日）
  - 「京都人の密かな愉しみ Blue 修業中 門出の桜」（2022年5月28日）
- プレミアムドラマ リキッド 〜鬼の酒 奇跡の蔵〜（2015年、NHK BSプレミアム、演出・脚本）
- ビューティフル・スロー・ライフ（2015年12月24日、NHK、演出・脚本）
- 連続ドラマW 賢者の愛（2016年、WOWOW、監督）
- スーパープレミアム 漱石悶々 夏目漱石最後の恋 京都祇園の二十九日間（2016年12月10日、NHK BSプレミアム、演出）
- プレミアムドラマ 平成細雪（2018年、NHK BSプレミアム、演出）
- スーパープレミアム スローな武士にしてくれ〜京都 撮影所ラプソディー〜（2019年3月23日、NHK BSプレミアム、作・演出）
- プレミアムドラマ 令和元年版 怪談牡丹燈籠（2019年、NHK BSプレミアム、脚本・演出）
- 正月時代劇 ライジング若冲 天才 かく覚醒せり（2021年、NHK総合・NHK BS4K、作・演出）
- 忠臣蔵狂詩曲No.5 中村仲蔵 出世階段（2021年、NHK BSプレミアム / NHK BS4K、演出・脚本）[6]
- プレミアムドラマ グレースの履歴（2023年、NHK BSプレミアム / NHK BS4K、原作・演出・脚本）[7]
- プレミアムドラマ TRUE COLORS（2025年、NHK BSプレミアム / NHK BS4K、原作・演出・脚本）

### 配信ドラマ
- とっても甘いの〜C'EST TRES DOUX〜（2009年、BeeTV、演出・共同脚本[注 1]）

### ドキュメンタリー
- 日英合作リア王 苦悩と栄光の軌跡（NHK）
- 宮澤賢治・サウイフモノに関する調査（NHK）
- ワーズワースの冒険 第84話「ピッツァを極める! 〜本場イタリアの巨匠たち〜」（フジテレビ、構成・プロデューサー・ディレクター）
- BSスペシャル 世紀を刻んだ歌 -ヘイ!ジュード-（2001年、NHK BS2）
- ニューヨーク大停電の夜に（2003年、NHK-BShi）
- 青春が終わった日 バブル鎮魂歌（レクイエム）ダンスフロアに消えた青春(2007年、NHK-BShi）
- ハイビジョン特集「京都・丸竹夷（まるたけえびす）にない小路」(2008年11月18日、NHK-BShi、ディレクター）
- エドガー・アラン・ポー 200年目の疑惑 〜探偵・明智小五郎の調査報告〜（2009年、NHK-BShi、演出・脚本）
- プレミアム８「愛と胃袋」（2010年　NHK BS-hi　演出）
- 旅のチカラ 「宇津井健 80歳 馬上人生を過ぐ」（2011年11月22日、NHK BSプレミアム、ディレクター・語り）
- 旅のチカラ 「マイム 言葉なき感情 石原さとみ パリ」（2012年4月12日、NHK BSプレミアム）

### 映画
- 東京タワー Tokyo Tower（2005年、監督）
- 大停電の夜に（2005年、監督・共同脚本[注 1]）
- アキハバラ@DEEP（2006年、監督・脚本）
- CHiLDREN チルドレン（2006年、監督・脚本）
- でーれーガールズ（2015年、脚本）

### 舞台
- ミュージカル『エディット・ピアフ』（2011年、天王洲 銀河劇場 / 梅田芸術劇場シアター・ドラマシティ、演出）[8]

## 著作
- 星をつかむ料理人（吉野建と共著、2001年、新潮社）ISBN 978-4-10-443701-6
- 大停電の夜に（2005年、講談社）ISBN 978-4062132176
- グレース（2010年、文芸社）ISBN 978-4286082974
  - グレースの履歴（2018年7月6日、河出文庫、ISBN 978-4-309-41620-5）※2023年にNHK BSプレミアム・BS4Kでドラマ化
- わたしだけのアイリス（2018年6月27日、河出書房新社、ISBN 978-4-309-02697-8）※2025年にNHK BSプレミアム・BS4Kでドラマ化

## 受賞歴
- 2000年 
  - ATP賞テレビグランプリ（『同窓会へようこそ』『マイリトルシェフ』）
  - 第27回放送文化基金賞 グランプリ（『世紀を刻んだ歌-ヘイ!ジュード-』）
- 2006年 
  - 第33回放送文化基金賞 テレビドラマ番組（『チルドレン』）
- 2011年 
  - 第37回放送文化基金賞 テレビドラマ番組 本賞（『遺恨あり 明治十三年 最後の仇討』）
- 2015年 
  - 第32回ATP賞テレビグランプリ グランプリ（『京都人の密かな愉しみ』）
- 2020年 
  - 第56回ギャラクシー賞 テレビ部門 フロンティア賞[9]
  - 第70回芸術選奨文部科学大臣賞 放送部門（『スローな武士にしてくれ』『令和元年版 怪談牡丹燈籠 Beauty&Fear』）[10]
  - 第35回ATP賞テレビグランプリ 総務大臣賞（『スローな武士にしてくれ』）
  - 第74回文化庁芸術祭賞 テレビドラマ部門 優秀賞（『スローな武士にしてくれ』）
- 2022年
  - 第77回文化庁芸術祭賞　テレビ・ドラマ部門　大賞（忠臣蔵狂詩曲No.5 中村仲蔵 出世階段）
  - 第59回ギャラクシー賞　テレビ部門　優秀賞（『忠臣蔵狂詩曲No.5 中村仲蔵　出世階段』）
  - 第38回ATP賞テレビグランプリ　優秀賞（『忠臣蔵狂詩曲No.5 中村仲蔵　出世階段』）
- 2024年
  - 第42回向田邦子賞（『グレースの履歴』）
  - 第61回ギャラクシー賞　テレビ部門　奨励賞（『グレースの履歴』）
  - 第40回ATP賞テレビグランプリ　ドラマ部門　優秀賞（『グレースの履歴』）